# روبرت دبليو. ميتشيل
روبرت دبليو. ميتشيل (بالإنجليزية: Robert W. Mitchell)‏ هو عالم حيوانات أمريكي، ولد في 25 أبريل 1933 في ويلينغتون في الولايات المتحدة، وتوفي في 18 مارس 2010 في سان أنطونيو في الولايات المتحدة.